# Maoricolpus finlayi
Maoricolpus finlayi es una especie de molusco gasterópodo de la familia Turritellidae.

## Distribución geográfica
sólo se encuentra en Spirits Bay, Isla Norte de  Nueva Zelanda.